# Wendelstrecke
Eine Wendelstrecke (auch: Wendel) ist eine wendelförmig aufgefahrene Strecke zur Überwindung von Höhenunterschieden zwischen den Sohlen eines Bergwerks. Dies entspricht der geometrischen Form einer Helix.

## Auffahrung und Anwendung
Wendelstrecken werden meist im liegenden Nebengestein steil einfallender oder stockartiger Lagerstätten aufgefahren. Sie sind in Radius und Steigung so gestaltet, dass sie sich mit Gleislosfahrzeugen befahren lassen. Häufig gehen Wendelstrecken zum Tage aus und ermöglichen so die ungebrochene (d. h. umladefreie) Beförderung von Personen, Material und Haufwerk. Wendelstrecken werden häufig im Salz-, Kali- und Erzbergbau eingesetzt.